# Pablo Correa
Pablo Correa Velasquez, auch als Pablo Correa-Velázquez geführt, (* 14. März 1967 in Montevideo) ist ein uruguayischer Fußballtrainer und ehemaliger Fußballspieler.

## Karriere

### Spielertätigkeit
Correa, der Mittlerste von drei Geschwistern, gehörte mit seiner Familie ab Februar 1974 zu den ersten Bewohnern des im Barrio Aires Puros gelegenen Parque Posadas. Dort spielte er auf dem Fußballplatz hinter Häuserblock 10 in seiner Kindheit Fußball, besuchte die Schule des Stadtteils und setzte seine schulische Ausbildung später am Liceo 18 fort. Im Verein begann sein sportlicher Werdegang im Alter von sieben Jahren beim Verein Corinto. Sodann durchlief er die Jugendmannschaften des Club Nacional. Für seine Zeit bei den Bolsos sind die Jahre 1979 bis 1986 hinterlegt. 1986 debütierte er dann im Profibereich in Reihen von Rentistas. Anschließend war er wechselnd für Peñarol Montevideo, Rentistas und Defensor Sporting aktiv. In der Clausura 1993 absolvierte er drei Spiele in der Primera División für den argentinischen Club CA San Lorenzo de Almagro. Clausura 1994 und Apertura 1995 verbrachte er sodann in Reihen der Montevideo Wanderers. Im zweiten Halbjahr kam er dort zu acht Einsätzen (ein Tor) in Uruguays höchster Spielklasse. 1995 wechselte Correa zu AS Nancy, wo er als Sturmpartner von Tony Cascarino zum Publikumsliebling wurde. Seine erfolgreichste Saison war 1997/98, als er mit 14 Ligatoren viel zum Aufstieg Nancys in die Ligue 1 beitrug, jedoch in der Folge nur noch selten zum Einsatz kam und zum Jahreswechsel 2000/01 seinen Rücktritt vom aktiven Fußball erklärte und in den Trainerstab Nancys eintrat.

### Trainerlaufbahn
Er war seit 2002 Cheftrainer des seinerzeitigen Zweitligisten, sowie seit 2007 zusätzlich Sportdirektor des französischen Erstligisten AS Nancy, gehörte dem Club als Spieler und Co-Trainer aber bereits seit 1995 an. 2006 und 2007 wurde er jeweils zum französischen Fußballtrainer des Jahres gewählt. Correa wird zum Teil wegen seines hohen taktischen Geschicks gelobt, während er von anderen wegen seines sehr defensiven bis destruktiven auf Spielkontrolle basierenden Taktiksystem mit bis zu fünf Abwehrspielern heftig kritisiert wird, er sei der schlimmste der schrecklichen Trainer der Ligue 1, denen die Verhinderung von Gegentoren wichtiger sei, als der eigene Sieg; auswärts würde stets ein 0:0 angestrebt.
Als Nancy im November 2002 auf einem Abstiegsplatz in der Ligue 2 stand, ersetzte Correa den heutigen palästinensischen Nationaltrainer Moussa Bezaz als Chef der ersten Mannschaft, ihm gelang durch eine große Leistungssteigerung in der Rückrunde der Klassenerhalt und zwei Jahre später als Meister der Ligue 2 sogar der Wiederaufstieg in die Ligue 1 nach sechs Jahren. 2006 gewann man den Coupe de la Ligue.
In der Saison 2007/08 konnte er mit Nancy bis in den Frühling um die Tabellenführung mitspielen, fiel jedoch auch wegen Verletzungspech im letzten Saisonviertel auf den fünften Platz zurück. Im März 2009 bot er – schon damals dienstältester Trainer der Ligue-1-Clubs – dem Präsidium des akut abstiegsbedrohten Vereins seinen Rücktritt an, dieser wurde aber von der Clubspitze abgelehnt.
Im Juni 2011 trennte Nancy sich von Correa; der folgte im Januar 2012 dem Angebot, beim Erstligaaufsteiger FC Évian Thonon Gaillard die Nachfolge von Bernard Casoni anzutreten. Nach dem schlechten Saisonstart 2012/13 wurde er auch dort entlassen. Zu diesem Zeitpunkt belegte seine Mannschaft den 18. Tabellenplatz.
Am 12. Oktober 2013 wurde seine Rückkehr als Cheftrainer von AS Nancy-Lorraine, das in der Vorsaison in die Ligue 2 abgestiegen war, bekanntgegeben. Er übernahm den Posten von Patrick Gabriel, der schlecht in die Saison gestartet war. Correa wird im Trainergespann mit Vincent Hognon, Arnaud Lesserteur und Torwarttrainer Christophe Miranda zusammenarbeiten und band sich vertraglich bis Juni 2016. Nachdem die ersten beiden Spielzeiten nach seiner Rückkehr auf dem vierten beziehungsweise fünften Tabellenplatz beendet worden waren, erreichte er mit der Mannschaft in der Saison 2015/16 als Zweitligameister den Wiederaufstieg in die erste Liga. Am Ende der anschließenden Erstliga-Spielzeit 2016/17 stieg das Team jedoch als Tabellen-19. mit zwei Punkten Rückstand auf den rettenden 17. Platz wieder zurück in die zweite Liga ab. Nach einem durchwachsenen Start in die folgende Zweitliga-Spielzeit trennte sich der Verein Ende August 2017 wieder von ihm.
Ab Januar 2018 war er Trainer des Zweitligisten AJ Auxerre, den er auf dem 17. Tabellenplatz übernahm. Nachdem er mit der Mannschaft die Saison 2017/18 auf dem elften Platz abschließen konnte, wurde er im März 2019 nach zuletzt vier Niederlagen in Folge wieder freigestellt, als das Team nach 29 Spieltagen auf dem 14. Platz rangierte. Ende Dezember 2021 übernahm er den belgischen Zweitligisten Royal Excelsior Virton, der zu diesem Zeitpunkt auf dem letzten Tabellenplatz stand. Dort konnte er jedoch keine Trendwende einleiten und erreichte in der restlichen Spielzeit mit der Mannschaft lediglich 7 Punkte aus 12 Spielen, ehe er den Verein am Saisonende wieder verließ.
Im November 2023 kehrte er erneut zur AS Nancy zurück, die inzwischen in der dritten Liga antrat, und übernahm die Mannschaft zum dritten Mal als Cheftrainer.
Im Laufe seiner Trainertätigkeit erwarb er zudem das Trainer-Diplom (DEPF).

### Erfolge
- Meister der Ligue 2: 2004/05, 2015/16
- Coupe de la Ligue: 2006